# تپه گوبک
تپه گوبک مربوط به دوره اشکانیان - دوره ساسانیان است و در شهرستان میانه، بخش کندوان، دهستان گرمه شمالی، ۱ کیلومتری شمال روستای ترناب واقع شده و این اثر در تاریخ ۲۷ اسفند ۱۳۸۶ با شمارهٔ ثبت ۲۲۵۶۰ به‌عنوان یکی از آثار ملی ایران به ثبت رسیده است.